# Sangue do Meu Sangue (filme)
Sangue do Meu Sangue é um filme de drama social português de 2011, escrito e realizado por João Canijo. A longa-metragem é interpretada por um ensemble cast liderado por Rita Blanco (como Márcia) e Anabela Moreira (como Ivete), mulheres resilientes que vivem num bairro no subúrbio de Lisboa e que tudo fazem para proteger a família. A produção, estreada a 10 de setembro de 2011 (no Festival de Cinema de Toronto) e a 5 de outubro (comercialmente, em Portugal), resultou, para além do corte teatral, numa versão estendida de 190 minutos, numa minissérie de mesmo nome exibida pela RTP1 e num documentário sobre o processo de escrita do argumento e de trabalho com elenco, intitulado Trabalho de Actriz, Trabalho de Actor.
Bem recebido pela crítica, Sangue do Meu Sangue foi premiado em diversos festivais de cinema, como no Festival Caminhos do Cinema Português onde, entre outros, ganhou o Grande Prémio do Festival e o Prémio Melhor Argumento Original.. Foi o filme português selecionado para concorrer ao Óscar de Melhor filme estrangeiro.

## Sinopse
Sangue do Meu Sangue é um drama social sobre o amor de uma mãe pela sua filha, o amor de uma tia pelo seu sobrinho. E de como elas estão dispostas a sacrificar tudo para os salvar.
Márcia é mãe solteira de dois filhos, trabalha como cozinheira e partilha a sua casa no Bairro Padre Cruz, bairro camarário em Carnide, nos arredores de Lisboa, com a irmã, Ivete, cabeleireira de centro comercial. As duas irmãs, criaram os filhos de Márcia. Ivete ama-os como se fossem seus. São eles Cláudia, que estuda enfermagem e é caixa num supermercado, e Joca, que se tornou num pequeno delinquente. Um dia, duas tragédias chegam para abalar a vida da família Fialho: Joca tentou enganar o dealer para quem traficava e é apanhado; e Cláudia apresenta à mãe o seu novo namorado, seu professor da faculdade, casado, e muito mais velho. Quando Márcia o conhece, percebe que tem de fazer tudo para acabar com a relação, assombrada por uma tragédia que quer manter segredo. Paralelamente, Ivete tenta resolver o conflito do sobrinho intervindo diretamente com um traficante de droga. Márcia e Ivete preparam-se para o pior, mas o seu amor incondicional é capaz de tudo.

## Elenco
- Rita Blanco, como Márcia Fialho[12]
- Anabela Moreira, como Ivete Fialho
- Cleia Almeida, como Cláudia Filipa Fialho
- Rafael Morais, como "Joca" João Carlos Fialho
- Marcello Urgeghe, como Dr. Alberto Vieira
- Francisco Tavares, como César Chaves
- Fernando Luís, como "Nini", Hélder
- Nuno Lopes, como Telmo Sobral
- Beatriz Batarda, como Maria da Luz
- Teresa Madruga, como D. Judite
- Teresa Tavares, como Sandra
- Wilma de Brito, como Érica
- Neuza, como Viviane
- Joana Sapinho, como Elsa
- Dmitry Bogomolov, como Vanechka

## Equipa técnica
- Realização e argumento: João Canijo
- Cinematografia: Mário Castanheira[13]
- Som: Olivier Blanc, Ricardo Leal, Gerárd Rousseau, Elsa Ferreira
- Diretor artístico: José Pedro Penha Lopes
- Guarda-Roupa: Ana Simão
- Direção de produção: Ângela Cerveira
- Assistente de realização: Patrick Mendes
- Montagem: João Braz
- Produtor: Pedro Borges[14]

## Produção

### Desenvolvimento
João Canijo utilizou a sua experiência de realização da curta-metragem Mãe Há Só Uma, a propósito da encenação do estaleiro Improviso Encenado na edição de 2006 do Festival Temps d'Images no CCB, como teste de que poderia reproduzir numa longa-metragem de cinema uma metodologia de trabalho com atores influenciado pelos realizadores Mike Leigh e John Cassavetes, mas também pela tradição dramatúrgica do teatro de Aristóteles. Para o estaleiro, desenvolveu um longo trabalho de ensaios e improvisos com as atrizes ao longo do qual o fio dramatúrgico se foi desenvolvendo. Após a realização de Mal Nascida em 2007, e motivado pelo sucesso da experiência em Improviso Encenado, João Canijo pretendeu avançar para um projeto cinematográfico de ficção onde pudesse aplicar plenamente um método de trabalho focado nos atores como sempre havia ambicionado, mas encontrou alguns entraves. Nas suas palavras: "Suspeito que todas as pessoas minimamente inteligentes gostariam de trabalhar assim", mas os produtores "pensam que é mais caro. Dois anos a fazer ensaios significa pagar a atores durante dois anos. A vantagem é que quando se 'faz a cena', já não se precisa de dirigir."  Quando a sua relação profissional com o produtor Paulo Branco terminou (segundo Canijo "dada a falta de interesse e de perspetiva estratégica" para o projeto), o realizador contou com Pedro Borges para produzir Sangue do Meu Sangue, processo que durou cerca de três anos.
Para o filme, João Canijo não estava interessado em retratar personagens de classes sociais elevadas: "Os pobres são muito mais interessantes do que os ricos. Se calhar porque estão mais próximo da Humanidade. Se calhar porque não têm tempo para reflectir sobre a existência. Vivem, simplesmente." Por isso, numa fase inicial de conceção do projeto, o realizador visitou o Bairro Padre Cruz, um bairro camarário em Carnide (Lisboa): "Ao fim da tarde, porque era quando as pessoas regressavam a casa do trabalho. O bairro foi-me fácil. É onde vive a minha mulher a dias. Entrevistava pessoas, falava com elas. O foco principal do que diziam era a dificuldade em sobreviver. O resto vinha por acréscimo. Ao falarem, naturalmente percebiam-se as suas relações familiares." Esta pesquisa e, em particular, a gravação das entrevistas dos residentes do bairro, resultou na gravação de um DVD que foi partilhado com os atores para que estudassem para a fase seguinte de produção.
O projeto inicial consistiria num díptico. Seriam produzidos dois filmes sobre a mesma família habitante de um bairro social, mas cada um centrado em diferentes membros: O primeiro sobre a relação mãe e filha (Rita Blanco e Cleia Almeida) e o outro na relação tia e sobrinho (Anabela Moreira e Rafael Marques). No final, uma montagem dos dois filmes resultaria numa série de televisão de quatro episódios. Tal proposta foi apresentada à RTP e ao Fundo de Investimento do Cinema e Audiovisual, mas dada a falta de investimento, o realizador abandonou a ideia.

### Casting e ensaios
Canijo quis prolongar a experiência de Improviso Encenado em Sangue do Meu Sangue, também pela renovação da colaboração com as atrizes que protagonizaram o estaleiro: Rita Blanco e Vera Barreto. Barreto viria a ser substituída por Cleia Almeida no papel de filha da personagem de Blanco. Para além destas, Anabela Moreira, Rafael Morais, Marcello Urgeghe, Nuno Lopes e Beatriz Batarda, integraram não só o elenco, mas o processo de desenvolvimento do argumento. Rita Blanco foi das primeiras a envolver-se no projeto, interessada não só na intenção do realizador em abordar o amor incondicional, mas também pela oportunidade de explorar estados mentais em que "preferimos morrer para que o outro possa sobreviver".
Antes dos ensaios, Canijo pediu aos atores para fazerem o que chamou de "estágio de realidade" nas profissões dos seus personagens: Rita Blanco trabalhou na cozinha de três restaurantes; Cleia Almeida, trabalhou como caixa do supermercado Pingo Doce; Anabela Moreira pintou unhas num salão de cabeleireiro no Centro Comercial Babilónia, na Amadora; Marcello Urgeghe conheceu médicos oncologistas. Para além disto, Nuno Lopes engordou cerca de quinze quilos para compor o papel de traficante que se sentiu demasiado tempo um dejeto da sociedade e Anabela Moreira escreveu diários em nome de Ivete, a sua personagem, que falam da frustração, do falhanço e vazio sentidos pela mesma.
O processo de ensaios, escrita e reescrita do argumento com os atores desenrolou-se entre setembro de 2008 e novembro de 2009. Inicialmente, havia somente um guião com indicações gerais (eg. "Ele bate nela") e a proposta de Canijo era construir com o elenco as personagens e criar o diálogo baseado nessa discussão. Segundo o realizador, o argumento "evidentemente não foi escrito pelos atores. Manipulei-os o mais possível. A densidade psicológica é toda deles. O processo era simples: eu filmava tudo o que diziam nas discussões e improvisações. Sempre com a noção de que tinham total liberdade. E tinham. Como é que eu os dirijo? Não dirijo! Isso era quando era novo. Não tem graça nenhuma, dirigir atores. Como é que os manipulo? Selecionando entre aquilo que eles dão. Como um maestro, sou eu que tenho a noção do conjunto. Nem podia ser de outra maneira. Senão seria uma coisa caótica." Nas sessões de trabalho de Canijo com o elenco, os ensaios longos permitiram a construção das cenas que compõem o filme, mas também os diálogos. De acordo com Moreira, "as palavras que digo no filme são as palavras que inventei”. Com o método aplicado por João Canijo, o realizador coloca questões aos atores de modo a influenciar a personalidade e a história das personagens. Deste método ressalta uma condição fundamental da comunicação humana na qual toda a estrutura narrativa se condensa e se constrói pela linguagem. Reforçando esta ideia em entrevista, Canijo cita Aristóteles: "As palavras faladas são sinais das expressões e dos afetos da alma". Sobre este processo, Rita Blanco declara: "Batalhei muito para que o fim fosse feliz".
Esta metodologia resultou na composição de um volume intitulado "Sangue do Meu Sangue, Sangue da Minha Alma", de 313 páginas A4, com diálogos, indicações dos movimentos dos atores e o tipo de plano e, inclusivamente, reproduções de imagens de referência para o elenco e equipa técnica, como do filme Uma Mulher Sob Influência, de John Cassavetes.

### Rodagem
Em maio de 2010 iniciou-se a rodagem de Sangue do Meu Sangue, que se prolongou por oito semanas. O décor principal da casa da família Fialho no Bairro Padre Cruz era particularmente apertado, o que trouxe alguns constrangimentos à equipa técnica. A sala de estar, foi previamente esvaziada, para acomodar a câmara que a ocupava quase inteiramente. Sempre que alguém se movimentava, os outros membros da equipa eram forçados a mover-se também. A cena final de Anabela Moreira e Nuno Lopes foi particularmente exigente para os atores dada a violência física, emocional e sexual. Para a atriz, não foi a nudez per se que a incomodou, "mas a cena foi tão vivida que o Nuno Lopes me abraçou, no final, e pediu desculpa."

### Pós-produção
Em agosto de 2010, João Braz iniciaria o processo de montagem da produção. Tal resultaria em diferentes versões e produtos:
- Sangue do Meu Sangue, Corte teatral: Versão original de 140 minutos.
- Sangue do Meu Sangue, Corte estendido: Versão longa de 190 minutos.
- Sangue do Meu Sangue, Minissérie: Três episódios de 52 minutos.
- Trabalho de Actriz, Trabalho de Actor: Documentário de 84 minutos sobre o processo de escrita do argumento e de trabalho com os atores.

No seu conjunto, Sangue do Meu Sangue é uma produção portuguesa da Midas Filmes que, contando com o apoio financeiro da RTP e do ICA e com o auxílio da Câmara Municipal de Lisboa, teve um custo total de aproximadamente um milhão de euros. Pierre Collier, designer de posters de filmes como Bowling for Columbine de Michael Moore e Persepolis de Marjane Satrapi e Vincent Paronnaud, é o autor do cartaz de Sangue do Meu Sangue.

## MinissérieSangue do Meu Sangue
Sangue do Meu Sangue conta com uma versão mais longa para televisão, no formato de minissérie com três episódios, que foi exibida na RTP1 entre os dias 21 e 24 de março de 2012. Os episódios foram emitidos partir das 23h30m, com exceção do último.
Esta versão contem imagens inéditas do corte teatral, nomeadamente a exploração da linha de enredo dos personagens César Chaves (Francisco Tavares) e Sandra (Teresa Tavares).

### Lista de episódios
| Episódios | Episódios | Transmissão Original | Transmissão Original | Dia da Semana         | Audiências                 |
| Episódios | Episódios | Estreia              | Final                | Dia da Semana         | Audiências                 |
| --------- | --------- | -------------------- | -------------------- | --------------------- | -------------------------- |
|           | 3         | 21 de março de 2012  | 24 de março de 2012  | Quarta-feira a Sábado | 1,6% (rating) 7,2% (share) |

Abaixo, estão listados os episódios da minissérie Sangue do Meu Sangue:
| Título | Argumento   | Realização  | Transmissão Original | Rating |
| --- | ----------- | ----------- | -------------------- | ------ |
| Episódio n.º 1 | João Canijo | João Canijo | 21 de março de 2012  | 1,6%   |
| Joca visita o seu dealer na sua casa para lhe dizer que foi atacado enquanto tentava vender meio quilo de cocaína. Ao regressar do trabalho, Márcia irrita-se com a quantidade e duração dos banhos de Ivete.                                                      |             |             |                      |        |
| |             |             |                      |        |
| Episódio n.º 2 | João Canijo | João Canijo | 22 de março de 2012  | 1,6%   |
| César abandona um jantar com os Fialho enervado por Cláudia estar constantemente a receber mensagens de Alberto. Quando Ivete desabafa sobre a sua ida ao Centro de Saúde para fazer um rastreio de cancro de mama, Márcia critica-a por querer colocar implantes. |             |             |                      |        |
| |             |             |                      |        |
| Episódio n.º 3 | João Canijo | João Canijo | 24 de março de 2012  | 1,6%   |
| Quando Joca aparece em casa com ferimentos no corpo, Ivete tenta convencê-lo a ir ao hospital. Cláudia confronta a mãe por se ter intrometido na sua relação com Alberto e diz-lhe que está grávida. Márcia começa a bater na filha até Ivete as separar.          |             |             |                      |        |
| |             |             |                      |        |

## DocumentárioTrabalho de Actriz, Trabalho de Actor
Trabalho de Actriz, Trabalho de Actor é uma longa-metragem documental portuguesa de 2011, realizada por João Canijo. O documentário retrata o processo anterior à rodagem de Sangue do Meu Sangue, de escrita do argumento e de trabalho com os atores. A voz do realizador surge em fora de campo, influenciando os membros do elenco na definição da personalidade e da história das personagens. Estreou na secção Director’s Cut do IndieLisboa a 7 de maio de 2011, meses antes do lançamento do próprio Sangue do Meu Sangue. A propósito do filme, João Canijo que declarou que se trata de um documentário útil para as escolas de cinema e de teatro.

### Sinopse
Ao longo de um ano de trabalho, um grupo de dez atores e um realizador de cinema (Canijo) trabalham em conjunto na criação das personagens e da estrutura do argumento do que virá a ser um novo filme. Esse processo de mais de 20 semanas envolveu longas sessões de discussão, e depois de ensaios e sucessivas repetições, as cenas mais importantes dessa narrativa vão sendo desenvolvidas, até chegarem à sua forma definitiva, neste filme que resulta deste trabalho.

### Elenco
O filme retrata o processo de trabalho dos seguintes atores portugueses, sob a direção de João Canijo:
- Rita Blanco
- Anabela Moreira
- Cleia Almeida
- Rafael Morais
- Marcello Urgeghe
- Nuno Lopes
- Beatriz Batarda
- Teresa Madruga
- Vera Barreto
- Wilma de Brito

### Equipa técnica
- Imagem: João Canijo, Patrick Mendes, Mayanna von Ledebur, Mário Castanheira
- Correção de cor: Andreia Bertini
- Som: João Canijo, Patrick Mendes, Mayanna von Ledebur, Olivier Blanc, Ricardo Leal
- Montagem e mistura de som: Elsa Ferreira
- Assistentes realização: Patrick Mendes, Mayanna von Ledebur
- Produção: Ângela Cerveira, Alexandra Caiano
- Pós-produção: Filipa Rosário, Vanessa Alvarez
- Laboratórios: Abril Filmes, Íngreme, Andromeda Films, Loudness Films

## Temas e estilo
A filmografia de João Canijo é atravessada por três elementos principais: uma tentativa de analisar a identidade nacional, o trabalho narrativo das suas histórias (com pontos de contacto com a tragédia grega em alguns deles), e a sua abordagem realista (que atinge momentos hiper-realistas). Vários críticos vêm em Sangue do Meu Sangue a súmula destes elementos. Em particular, o filme explora como o amor e o afeto conseguem sobreviver no ambiente estéril de um bairro pobre do centro da cidade. Neste contexto, ameaçado pela ignorância, violência e ausência total de valores civilizados, o amor pode ser colocado sob o microscópio e sua essência observada. Quanto mais árida a paisagem emocional, mais incondicional e inquestionável se torna qualquer gesto. O próprio João Canijo sumariza Sangue do Meu Sangue como sobre a tragédia da vida que "choca com o amor incondicional, um amor sem explicações, que não precisa de razões para existir".
Para abordar estes temas, o filme recorre a temas de incesto e vingança comuns no melodrama e na tragédia grega, embora a longa-metragem não assuma a estrutura destes géneros. Comentando este aspeto, Pedro Henrique Ferreira declara que Canijo constrói um painel de família, saltando entre os dramas de cada membro do agregado, sem saltar de um ponto-de-vista individual para outro. Pelo contrário, a câmara cria painéis. Não entra pelos quartos, limitando-se a procurar os objetos de ação nas brechas das portas ou das janelas. Em diversos momentos do filme, desenrolam-se em simultâneo situações desconectadas, discussões entre personagens, que são emolduradas pelo ambiente dos décors e pela profundidade de campo, mas ainda assim capturadas num mesmo take, indicando não apenas um tratamento metalinguístico de Canijo, mas também sua ótima direção de atores. De facto, a arquitetura é um elemento importante na composição do filme. Paredes, janelas, muros e grades recortam as cenas ao dividir a tela do cinema, ou então reenquadram enquadramentos pré-definidos pelo cineasta, ampliando ainda mais a sensação de rachadura familiar.
Outro dos principais temas da longa-metragem é o matriacado. A crise que os personagens vivem é reforçada pela constante importância da mulher em todos os filmes do realizador. Desde Sapatos Pretos, que a personagem feminina tenta romper uma “normalidade” masculina e patriarcal, mas as suas ações são sistematicamente destruídas ou esvaziadas pela ausência de futuro. Em Sangue do Meu Sangue essa importância é tremenda, já que é a mulher quem sofre todas as violências e é a mulher quem luta resiliente pelas vidas dos outros. Inerente a esta temática surge a abordagem à violência. A forma como os personagens estão num limbo provoca um choque violento emocional e físico, mas acima de tudo, na linguagem, através da forma como as personagens comunicam nas suas relações. 

## Distribuição
Do conjunto de produções relacionadas com Sangue do Meu Sangue, a primeira a estrear foi Trabalho de Actriz, Trabalho de Actor. O documentário teve a sua estreia no IndieLisboa’11 (na secção Director’s Cut) a 7 de maio de 2011. Foi também exibido no domingo, 2 de outubro de 2011 no Teatro do Bairro (Lisboa) como forma a assinalar o seu lançamento em DVD. Trabalho de Actriz, Trabalho de Actor teve a sua estreia televisiva na RTP2, na quinta-feira 6 de outubro de 2011 às 23h45.
Sangue do Meu Sangue estreou a 10 de setembro de 2011 no Festival Internacional de Cinema de Toronto. A sua antestreia em Portugal teve lugar na terça-feira, 4 de outubro de 2011, no cinema São Jorge, em Lisboa. O lançamento comercial do filme em Portugal decorreu no dia seguinte. O Corte teatral da longa-metragem, com a duração de 2 horas e 20 minutos, estreou em 15 salas de cinema (em Lisboa, Porto, Gaia, Alfragide, Almada, Aveiro, Braga, Cascais, Coimbra, Funchal, Guia, Leiria, Vila Real e Viseu). O Corte estendido de Sangue do Meu Sangue (3 horas e 10 minutos), foi exibido no Cinema City Classic Alvalade (Lisboa) e, posteriormente, num circuito de sessões especiais em cineclubes e associações culturais. No dia 27 de novembro de 2011, Sangue do Meu Sangue foi exibido no Centro Cultural de Carnide, no Bairro Padre Cruz, bairro onde o filme foi parcialmente rodado, numa sessão que contou com a presença do realizador e dos atores. Internacionalmente, a longa-metragem teve distribuição comercial na Rússia (a partir de 23 de junho de 2013) e em Espanha (com estreia a 10 de fevereiro de 2014).
A estreia de Sangue do Meu Sangue despoletou um relançamento de algumas obras da filmografia de João Canijo. A sua longa-metragem de estreia, Três Menos Eu foi editada pela primeira vez, em DVD pela Zon Lusomundo e o seu sexto filme, Mal Nascida, foi reposto diariamente no Cinema Classic Alvalade.  Este efeito reproduziu-se no estrangeiro, desde logo através de uma retrospetiva integral da filmografia de Canijo no Festival Internacional de Cinema Independente de Buenos Aires, na Argentina.
O Corte teatral da longa-metragem foi lançado em DVD numa edição com o diário Público no dia 2 de fevereiro de 2012, quatro meses depois da sua estreia nos cinemas, tendo sido adquirido por cerca de 6 mil pessoas. A 25 de fevereiro do mesmo ano, a Edição integral de colecionador em DVD foi apresentada no âmbito de um debate na FNAC Chiado, subordinado ao tema "Método Canijo". O debate contou com a presença do realizador, do crítico de cinema Vasco Câmara e do investigador universitário Daniel Ribas. Nesta versão do DVD, para além do Corte teatral e do Corte estendido de Sangue do Meu Sangue, estão incluídos a versão televisiva e o documentário Trabalho de Actriz, Trabalho de Actor, num total de três discos.
A minissérie de três episódios de Sangue do Meu Sangue foi o último formato da produção a estrear. Foi exibida originalmente na RTP1 entre os dias 21 e 24 de março de 2012.
A 5 novembro de 2020, Sangue do Meu Sangue foi integrado no catálogo da plataforma de streaming HBO Portugal.

### Festivais

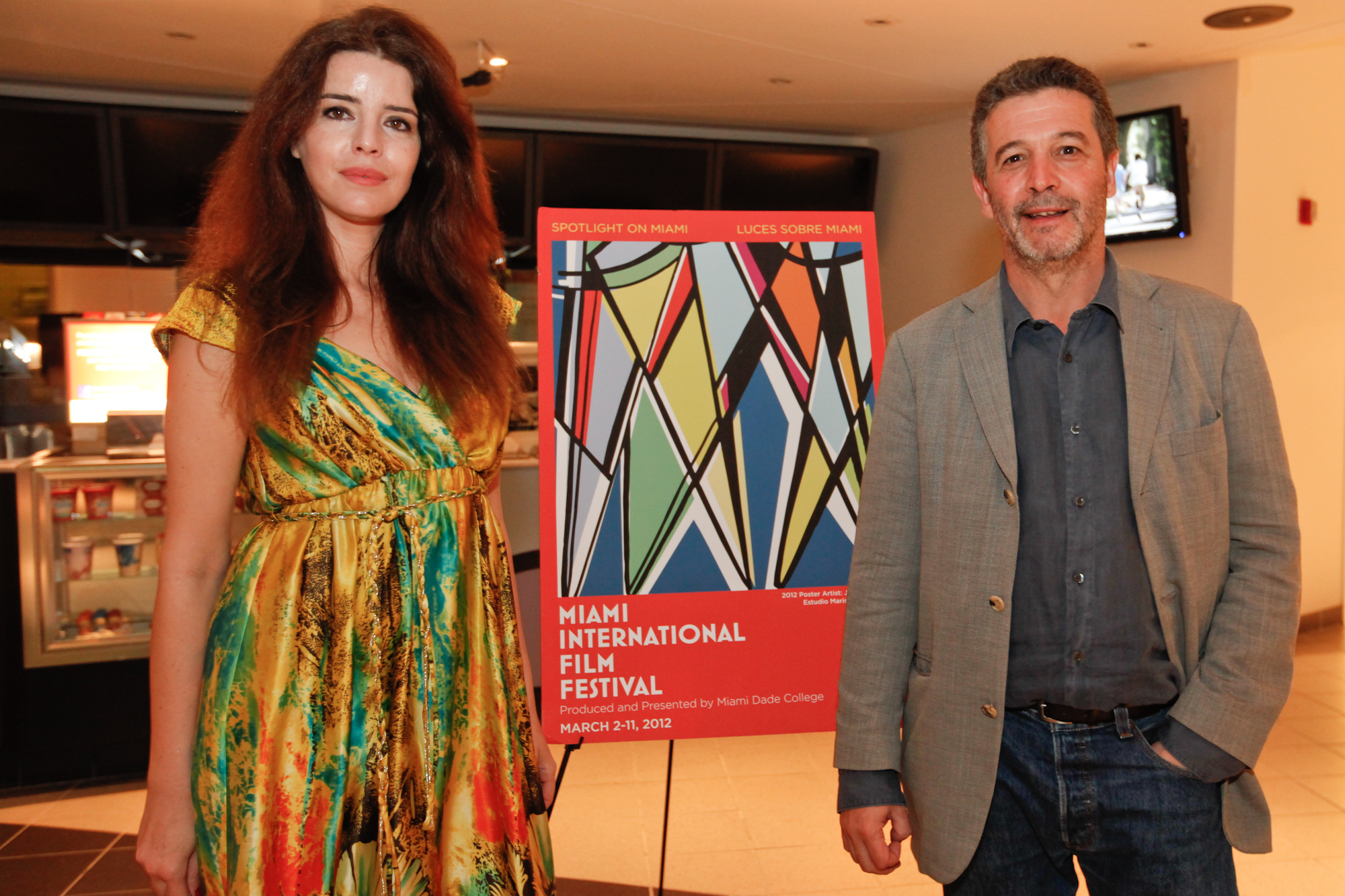
Anabela Moreira e João Canijo acompanhando a participação do filme no Festival Internacional de Cinema de Miami (2012)

Tendo constituído um grande êxito da crítica e de público aquando da sua estreia nos cinemas, o filme também teve uma notável circulação internacional, em alguns dos mais prestigiados festivais de cinema do mundo, desde a sua estreia europeia na Competição do Festival de cinema de San Sebastián. Segue-se uma lista dos principais festivais para os quais Sangue do Meu Sangue foi selecionado:
- Toronto International Film Festival (Canadá, 10 de setembro de 2011)
- San Sebastián Film Festival (Espanha, 21 de setembro de 2011)[44]
- Pusan International Film Festival (Coreia do Sul, 7 de outubro de 2011)
- Torino Film Festival (Itália, 27 de novembro de 2011)[13]
- Pau International Film Festival (França, 7 de dezembro de 2011)
- Festival de Cinema de Miami (EUA, março de 2012)
- Buenos Aires International Festival of Independent Cinema (Argentina, 15 de abril de 2012)
- FestIberico (Holanda, 29 de abril de 2012)[2]
- Festival Crossing Europe (Áustria, abril de 2012)[45]
- Hamburg Film Festival (Alemanha, 29 de setembro de 2012)
- Leeds International Film Festival (Reino Unido, 6 de novembro de 2012)
- International Film Festival Cinematik (Eslováquia, 10 de setembro de 2019)

## Receção

### Audiência
Ao fim de quatro semanas nos cinemas, Sangue do Meu Sangue contabilizava 14.542 espetadores. Segundo dados de 2012 do Instituto do Cinema e Audiovisual, foi o filme português mais visto nas salas de cinema nacionais em 2011, totalizando 20 953 espetadores.
O documentário Trabalho de Actriz, Trabalho de Actor, exibido pela RTP2, foi visto por cerca de 64.300 pessoas. A minissérie Sangue do Meu Sangue, transmitida pela RTP1 ao longo de três noites, totalizou uma média de rating de 1,6% e 7,2% de share.

### Crítica
De maneira geral, a crítica especializada rendeu-se a Sangue do meu Sangue. Augusto M. Seabra (Ipsílon) considera-o "Um filme superlativo", bem como João Lopes (Diário de Notícias): "Grande filme português? Sim, sem dúvida. Grande filme. Ponto." Jorge Mourinha (Público) escreve que o "filme de João Canijo é uma obra-prima que merece ser arrumada ao lado de O Segredo de um Cuscus, de Abdellatif Kechiche, ou Segredos e Mentiras, de Mike Leigh, como um dos grandes filmes do último quarto de século". Vasco Câmara (Público), sobre o Corte estendido da longa-metragem, escreve que "não é apenas uma hipótese para os aficionados colecionarem material extra. É o tempo que o filme pede: fiquemos com estas personagens, com estas vidas, a vida toda". Em 2019, a Filmspot reuniu um júri de 122 profissionais ligados ao cinema português que incluiu Sangue do meu Sangue no top 20 de melhores filmes portugueses de sempre.
João Canijo foi altamente elogiado pelo seu trabalho na longa-metragem. Sérgio Abranches (Time Out) defende que Sangue do meu Sangue representa o "apogeu de tudo o que o realizador tem feito”. Jorge Mourinha 5 Estrelas. O novo filme de João Canijo é uma obra-prima que merece ser arrumada ao lado de “O Segredo de um Cuscus”, de Abdellatif Kechiche, ou “Segredos e Mentiras”, de Mike Leigh, como um dos grandes filmes do último quarto de século". Luís Miguel Oliveira (Público) conclui que este "é o melhor filme de João Canijo (...) resultado também de outro fator que nunca se vira assim num filme de Canijo, e que esse, sim, é uma relativa novidade: o trabalho de câmara. Em vez dos ziguezagues de uma câmara que quase se limitava a ser testemunha da encenação (em Noite Escura, em Mal Nascida), ei-la aqui, rigorosa e pesada".
Um dos aspetos mais comentados da longa-metragem é o seu realismo. Miguel Domingues (In a Lonely Place) diz que o filme "é uma obra monstruosa, que merece que o Portugal contemporâneo veja e nele se reveja. Muito do que somos hoje está aqui contido dentro". Eurico de Barros destaca igualmente o "realismo, homogeneidade dramática, verdade humana e de sentimentos, dimensão trágica nunca vista no cinema português". Irene Flunser Pimentel escreve no Jugular: "Maravilhada, foi como saí da sala de cinema. Finalmente, vemos um almoço com salada de alface, tomate, e cebola e carapaus, porque as sardinhas… Há muito não me tinha emocionado tanto." Também Pedro Henrique Ferreira (Revista Cinética) defende que "o grande mérito de Sangue do Meu Sangue é que o diretor português João Canijo evita sistematicamente as interpretações fáceis do universo retratado – a periferia de uma grande cidade – sejam elas baseadas numa visão sócio-económica, que coloque ricos e pobres numa relação de subordinação, ou numa visão mais culturalista-antropológica, que poria a sociedade e seus hábitos acima do indivíduo".
Outra das componentes mais elogiadas em Sangue do meu Sangue é a maneira de construir personagens e narrativas e a interpretação do elenco. Nesse sentido, Augusto M.Seabra destaca o “grande trabalho de atores” assim como Jorge Leitão Ramos no Expresso: "talento a derramar-se num filme inesquecível”. Catarina Nunes, no I, destaca a interpretação de Rita Blanco ("mais perfeita seria difícil”), bem como outros críticos como Danilo Fantinel (Papo de Cinema): "Márcia Fialho, interpretada pela ótima atriz Rita Blanco, não dá trégua ao público". No Menencório destaca-se também a interpretação de Blanco: "de mãe-clitemnestra do filme anterior a mãe-sacrificial deste, numa interpretação daquelas que fariam história noutro país, prova que também temos direito à nossa Anna Magnani. Para usar a língua de pau dos críticos, é um dos «filmes do ano», aqui e em qualquer lugar do mundo". Sobre a qualidade das interpretações, Francisco Valente em Da Casa Amarela escreve que "Rita Blanco é a força à volta da qual gravita a família de atores - e pólo central de um filme que vive, antes de mais, na luta de uma mãe pela dignidade da vida da sua filha -, Anabela Moreira ultrapassa, de novo, os limites que julgamos possíveis de uma interpretação despojada e uma entrega total ao filme”. 
Internacionalmente, a imprensa revelou-se igualmente elogiosa, caracterizando a longa-metragem de "notável" (Ricardo Aldorondo, El Diario Vasco), ressaltando "uma imensa Rita Blanco" (Luiz Martinez, El Mundo), a "magnífica interpretação das atrizes" (Rodriguez Marchante, ABC) e a forma como é "maravilhosamente filmado" (Premiere Espanha). Também o La stampa destaca o "uso sapiente da câmara" e "o ótimo elenco" que contribuem para que João Canijo realize "um belo filme cheio de emoção".

### Premiações
A longa-metragem foi a escolha do júri da Academia Portuguesa de Cinema para se candidatar a uma nomeação para o Óscar de Melhor filme estrangeiro na 85ª edição dos Academy Awards. Num artigo de previsões para o Oscar de Melhor filme estrangeiro, o Indiewire, referência crítica e noticiosa do cinema independente nos Estados Unidos, colocou Sangue do Meu Sangue em 8º lugar, numa lista de filmes mais prováveis para receber a nomeação da Academia. Ainda assim, Sangue do Meu Sangue não viria a ser selecionado.
A produção portuguesa ganhou vários prémios, nomeadamente no Festival International du Film de Pau, em França, com o Prémio de Melhor Filme e no Festival Caminhos do Cinema Português, onde recebeu o Grande Prémio do Festival, o Prémio Melhor Argumento Original, o Prémio Melhor Realizador e o de Melhor Atriz, para Rita Blanco. Também nos Prémios Autores 2012, a obra foi distinguida pela Sociedade Portuguesa de Autores como melhor filme, melhor argumento e com o prémio de melhor atriz, também para Blanco.
| Ano  | Premiação                                             | Categoria                                                              | Trabalho | Resultado              | Ref.          |
| ---- | ----------------------------------------------------- | ---------------------------------------------------------------------- | --- | ---------------------- | ------------- |
| 2011 | Donostia Zinemaldia Festival de San Sebastian         | FIPRESCI: Prémio da crítica internacional                              | João Canijo | Venceu                 | [ 44 ]        |
| 2011 | Donostia Zinemaldia Festival de San Sebastian         | Prémio Otra Mirada da TVE                                              | João Canijo | Menção honrosa do Júri | [ 44 ]        |
| 2011 | Donostia Zinemaldia Festival de San Sebastian         | Golden Seashell: Melhor filme                                          | Sangue do Meu Sangue, Pedro Borges | Indicado               | [ 44 ]        |
| 2011 | Caminhos do Cinema Português                          | Grande Prémio da XVIII edição do festival Caminhos do Cinema Português | João Canijo | Venceu                 | [ 5 ]         |
| 2011 | Caminhos do Cinema Português                          | Melhor realizador                                                      | João Canijo | Venceu                 | [ 5 ]         |
| 2011 | Caminhos do Cinema Português                          | Melhor atriz                                                           | Rita Blanco | Venceu                 | [ 5 ]         |
| 2011 | Caminhos do Cinema Português                          | Melhor argumento original                                              | João Canijo | Venceu                 | [ 5 ]         |
| 2011 | Caminhos do Cinema Português                          | Melhor filme                                                           | Sangue do Meu Sangue, Pedro Borges | Indicado               | [ 5 ]         |
| 2011 | Faial Film Fest                                       | Melhor longa-metragem                                                  | Sangue do Meu Sangue, Pedro Borges | Venceu                 | [ 55 ] [ 56 ] |
| 2011 | Faial Film Fest                                       | Prémio Dom Quixote da Federação internacional de cineclubes            | Sangue do Meu Sangue, Pedro Borges | Menção honrosa         | [ 55 ] [ 56 ] |
| 2012 | Prémios Autores/SPA – Sociedade Portuguesa de Autores | Melhor filme                                                           | Sangue do Meu Sangue, Pedro Borges | Venceu                 | [ 57 ]        |
| 2012 | Prémios Autores/SPA – Sociedade Portuguesa de Autores | Melhor atriz                                                           | Rita Blanco | Venceu                 | [ 57 ]        |
| 2012 | Prémios Autores/SPA – Sociedade Portuguesa de Autores | Melhor argumento                                                       | João Canijo | Venceu                 | [ 57 ]        |
| 2012 | Prémios Autores/SPA – Sociedade Portuguesa de Autores | Melhor ator                                                            | Nuno Lopes | Indicado               | [ 57 ]        |
| 2012 | Prémios Autores/SPA – Sociedade Portuguesa de Autores | Melhor atriz                                                           | Anabela Moreira | Indicado               | [ 57 ]        |
| 2012 | Prémios CinEuphoria                                   | Top 10 do ano: Prémio da audiência                                     | Sangue do Meu Sangue, Pedro Borges | Venceu                 |               |
| 2012 | Prémios CinEuphoria                                   | Top 10 do ano: Competição nacional                                     | Sangue do Meu Sangue, Pedro Borges | Venceu                 |               |
| 2012 | Prémios CinEuphoria                                   | Top 10 do ano: Competição internacional                                | Sangue do Meu Sangue, Pedro Borges | Venceu                 |               |
| 2012 | Prémios CinEuphoria                                   | Melhor elenco: Competição nacional                                     | Cleia Almeida, Beatriz Batarda, Rita Blanco, Nuno Lopes, Fernando Luís, Teresa Madruga, Rafael Morais, Anabela Moreira, Francisco Tavares, Teresa Tavares e Marcello Urgeghe | Venceu                 |               |
| 2012 | Prémios CinEuphoria                                   | Melhor atriz: Competição nacional                                      | Rita Blanco | Venceu                 |               |
| 2012 | Prémios CinEuphoria                                   | Melhor atriz: Competição internacional                                 | Rita Blanco | Venceu                 |               |
| 2012 | Prémios CinEuphoria                                   | Melhor atriz: Competição nacional                                      | Anabela Moreira | Venceu                 |               |
| 2012 | Crossing Europe Filmfestival                          | Prémio New Vision                                                      | João Canijo | Venceu                 | [ 45 ] [ 58 ] |
| 2012 | XVII Gala dos Globos de Ouro – SIC                    | Melhor filme                                                           | Sangue do Meu Sangue, Pedro Borges | Venceu                 |               |
| 2012 | XVII Gala dos Globos de Ouro – SIC                    | Melhor atriz                                                           | Rita Blanco | Venceu                 |               |
| 2012 | XVII Gala dos Globos de Ouro – SIC                    | Melhor ator                                                            | Rafael Morais | Indicado               |               |
| 2012 | XVII Gala dos Globos de Ouro – SIC                    | Melhor ator                                                            | Nuno Lopes | Indicado               |               |
| 2012 | XVII Gala dos Globos de Ouro – SIC                    | Melhor atriz                                                           | Anabela Moreira | Indicado               |               |
| 2012 | Miami Film Festival                                   | Grande Prémio do Júri                                                  | Sangue do Meu Sangue, Pedro Borges | Menção honrosa         |               |
| 2012 | Fundação GDA                                          | Melhor performance num papel principal                                 | Nuno Lopes | Venceu                 |               |
| 2012 | Festival International du Film du Pau                 | Prémio Pyrénée                                                         | Sangue do Meu Sangue, Pedro Borges | Venceu                 |               |
| 2012 | International Auteur Film Festival                    | Prémio do público                                                      | Sangue do Meu Sangue, Pedro Borges | Venceu                 |               |
| 2012 | International Film Festival – Olhar de Cinema         | Prémio Olhar para Melhor filme                                         | Sangue do Meu Sangue, Pedro Borges | Venceu                 |               |
| 2012 | Brno Cinema Mundi                                     | Best world movies: Melhor filme                                        | Sangue do Meu Sangue, Pedro Borges | Venceu                 | [ 59 ]        |
| 2012 | Mosaico International Film Festival                   | Melhor filme                                                           | Sangue do Meu Sangue, Pedro Borges | Venceu                 |               |
| 2012 | Festival Cinematográfico Internacional de Montevideo  | Competição internacional de longas-metragens                           | Sangue do Meu Sangue, Pedro Borges | Menção honrosa         | [ 60 ]        |
| 2012 | Festival Cinematográfico Internacional de Montevideo  | ACCU/FIPRESCI: Competição internacional                                | Sangue do Meu Sangue, Pedro Borges | Menção honrosa         | [ 60 ]        |
| 2013 | Tropheus TV 7 Dias                                    | Melhor série                                                           | Sangue do Meu Sangue, Pedro Borges | Indicado               |               |